# 普里斯
普里斯（法語：Prisces，法語發音：[pʁis]）是法国上法蘭西大區埃纳省的一个市镇，属于韦尔万区。

## 地理
普里斯（49°46'45"N, 3°51'44"E）面积6.63 平方千米，位于法国上法蘭西大區埃纳省，该省份为法国北部内陆省份，北起北部省，西接索姆省和瓦兹省，东临阿登省和马恩省，西南至塞纳-马恩省，东北部与比利时接壤。
与普里斯接壤的市镇（或旧市镇、城区）包括：塞尔河畔博蒙、比雷勒、西利、格罗纳尔、乌里、罗尼。

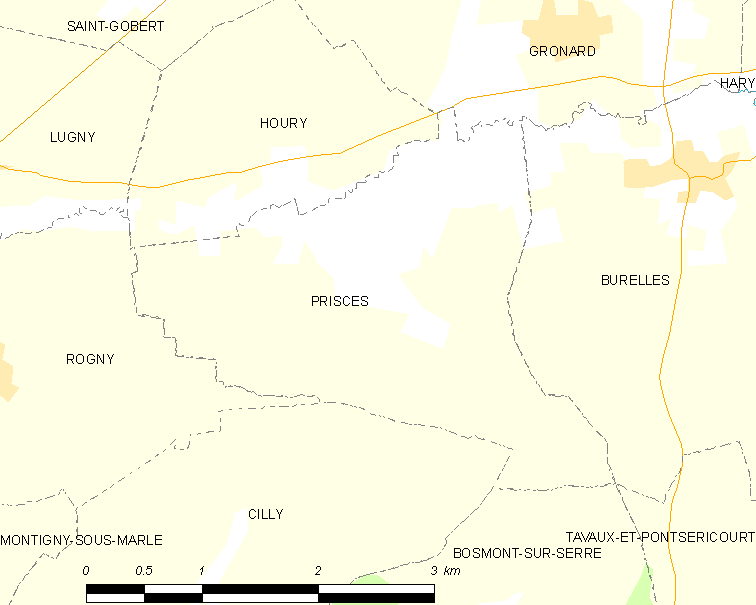
普里斯的OSM定位图

普里斯的时区为UTC+01:00、UTC+02:00（夏令时）。

## 行政
普里斯的邮政编码为02140，INSEE市镇编码为02623。

## 政治
普里斯所属的省级选区为韦尔万县。

## 人口

1962-2008年间普里斯人口变化图示

普里斯于2022年1月1日时的人口数量为94人。